# Izea
Genre
Izea est un genre d'opilions laniatores de la famille des Assamiidae.

## Distribution
Les espèces de ce genre se rencontrent au Cameroun et à Sao Tomé-et-Principe.

## Liste des espèces
Selon World Catalogue of Opiliones (09/06/2021) :
- Izea armata Roewer, 1935
- Izea pectinata Roewer, 1927

## Publication originale
- Roewer, 1927 : « Weitere Weberknechte I. 1. Ergänzung der: "Weberknechte der Erde", 1923. » Abhandlungen des Naturwissenschaftlichen Vereins zu Bremen, vol. 26, p. 261–402.